# 韦尔热伊
韦尔热伊 （斯洛維尼亞語： 發音：[ʋɛɾˈʒeːi̯]），是斯洛維尼亞東北部韦尔热伊市镇的聚居地及行政中心。它位於穆拉河的右岸，是下施蒂里亞傳統地區的一部分，現在被納入波穆爾統計區。它以春季在該地區盛開的白色水仙花田而聞名。

## 教堂
當地的堂區教堂是獻給聖邁克爾，屬於天主教穆爾斯卡索博塔教區。它建於18世紀初，位於一座古老的木製教堂的遺址上。它在2007年至2008年間進行了翻修，並在建築物中增加了一個新的小教堂。

## 外部連結
- 维基共享资源上的相關多媒體資源：韦尔热伊
- 韦尔热伊市镇官方网站 （页面存档备份，存于） （斯洛文尼亚文）
- Veržej at Geopedia （页面存档备份，存于）